# Cha Min-Kyu
Cha Min-kyu (en hangul, 차민규; en hanja, 車旼奎; 16 de marzo de 1993) es un patinador de velocidad sobre hielo surcoreano.

## Vida personal
Estudió en la Universidad Nacional del Deporte de Corea en Seúl.

## Carrera deportiva
Comenzó a practicar patinaje de velocidad sobre hielo a los 18 años en 2011, por consejo de su entrenador universitario.
En la Copa Mundial de 2016 en Nagano (Japón) obtuvo la medalla de bronce en los 500 metros.
Participó en los Juegos Asiáticos de Invierno de 2017 en Sapporo (Japón), ganando la medalla de bronce en el evento de 500 metros. Ese mismo año en el Campeonato Mundial de Patinaje de Velocidad Individual sobre Hielo de 2017 en Gangneung (Corea del Sur), participó en el mismo evento sin obtener medallas. En la Universiada de Invierno de 2017 en Almatý (Kazajistán) obtuvo la medalla de oro en los eventos de 500 y 1000 metros.

### Pyeongchang 2018
En los Juegos Olímpicos de Invierno 2018 en Pyeongchang (Corea del Sur), ganó la medalla de plata en el evento de 500 metros tras igualar el entonces récord olímpico vigente de 34.42 segundos. Pocos minutos después, el noruego Håvard Holmefjord Lorentzen, quien obtuvo la medalla de oro, superó el récord con 34.41 segundos.